# Clorinda Matto de Turner
Grimanesa Martina Mato Usandivaras, más conocida como Clorinda Matto de Turner (Hacienda Paullu, Coya,  Calca, Cuzco, Perú, 11 de noviembre de 1852-Buenos Aires, 25 de octubre de 1909) fue una escritora, pensadora, periodista, política y traductora  peruana, precursora del género indigenista.
Conocida como una de las precursoras de la novela hispanoamericana juntamente a Juana Manso, Mercedes Marín, Rosario Orrego, Gertrudis Gómez de Avellaneda, Julia López de Almeida, Juana Manuela Gorriti y Mercedes Cabello de Carbonera, entre otras. Inspiró a mujeres en todas partes por su escritura, su crítica de la sociedad de su época y en favor de los indígenas; fue una mujer independiente, autodidacta en física, historia natural y filosofía.

## Biografía

### Infancia y juventud
Nació en el Cusco el 11 de noviembre de 1852 en la casa de la familia Matto en la hacienda Paullu Chico, distrito de Coya, provincia de Calca, en el departamento de Cusco. Fue bautizada en la Parroquia del Sagrario de la Catedral de Cusco, el 30 de diciembre de 1854, como Grimanesa Martina. Sin embargo, más tarde ella misma usaría el nombre de «Clorinda», con el que se la conoció a lo largo de su vida.
Fue hija de Ramón Mato Torres y de Grimanesa Concepción Usandivaras Gárate. Su abuelo paterno era Manuel T. Mato, natural del Cusco, magistrado vocal de la Corte Superior de Justicia del Cusco, literato y jurista; por la línea materna era nieta de Juan José Usandivaras, natural de Salta (Argentina), y de Manuela Gárate, natural del Cusco. Es de notar que su apellido Matto tenía variantes entre sus ancestros. El nombre legal de su padre era Mato, y así aparece registrada Clorinda en su partida de bautismo; sin embargo ella posteriormente convirtió Matto (con doble t) en su nom de plume. Se sabe también que algunos de sus antepasados firmaban como MATOS.
En la hacienda de sus padres tuvo oportunidad de observar la vida campestre, y aprendió a hablar  quechua. Cursó estudios primarios en el Colegio de Nuestra Señora de las Mercedes en la ciudad del Cusco, donde realizó sus primeras publicaciones en el periódico escolar. Interrumpió sus estudios a raíz de la muerte de su madre. A partir de entonces se hizo cargo de sus hermanos menores, Ramón Segundo, Ramón Daniel y Ramón Hermenegildo Matto Usandivaras. Quería irse a los Estados Unidos a estudiar medicina, pero su padre no se lo permitió.
En 1871 se casó con Joseph Turner, un comerciante de productos importados y de lana, médico y hacendado británico , y se fue a vivir con él al pueblo andino de Tinta, donde residieron durante diez años. Es en esta localidad donde Clorinda Matto conoció de cerca el sistema de enganche y explotación de la población indígena para el acopio de lana, lo cual relataría posteriormente en su primera novela Aves sin nido. Al morir Turner diez años después, en 1881, Clorinda Matto se enfrentó a serios problemas económicos, ya que abogados y jueces corruptos le harían perder gran parte de su herencia.

### Labor periodística en Cusco, Arequipa y Lima

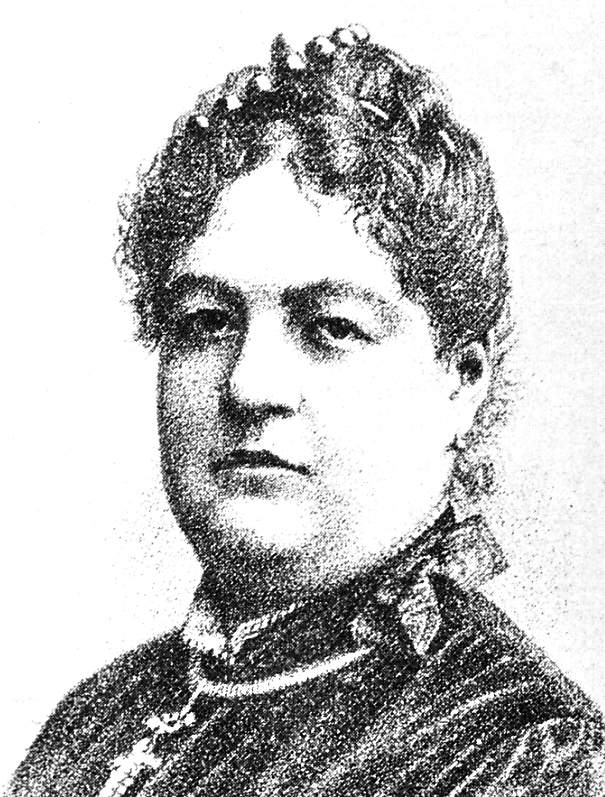
Clorinda Matto de Turner, retratada por Evaristo San Cristóval. Revista El Perú Ilustrado.

En 1876 Clorinda Matto fundó el periódico El Recreo. Esta fue su primera experiencia como redactora y directora de un medio periodístico. El Recreo fue el primer semanario sobre literatura, artes y ciencias dirigido por una mujer en Cusco. En él publicaron autores famosos de su tiempo, como Juana Manuela Gorriti, Ricardo Palma, Rufino José Cuervo o Fernán Caballero. Así mismo, fue en este semanario donde Clorinda Matto publicó sus primeras tradiciones y leyendas. Matto tuvo que dejar el proyecto un año después, en 1877, por razones de salud, y se trasladó a Arequipa. 
En 1877 participó en una de las tertulias organizadas por la escritora argentina exiliada en Perú Juana Manuela Gorriti, las famosas «veladas literarias» que Matto retomaría entre 1887 y 1888, durante la reconstrucción posterior a la Guerra del Pacífico. Entre 1884 y 1885 fue redactora jefe del diario arequipeño La Bolsa. En 1884 publicó Elementos de Literatura Según el Reglamento de Instrucción Pública Para Uso del Bello Sexo. Ese mismo año estrenó su tragedia Hima-Sumac ó El secreto de los Incas. Drama histórico en tres actos y en prosa en Arequipa, que tuvo poco éxito y sólo se representó una vez más, en Lima en 1888, donde Clorinda Matto se había establecido en el año de 1886. En la capital peruana, fue incorporada a las instituciones culturales más importantes, como el Ateneo y el Círculo Literario. En 1886 se publicó su estudio biográfico Doctor Lunarejo acerca de Juan de Espinosa Medrano, quien había publicado dramas en quechua en el siglo XVII. En 1889 inicia su labor como directora de la revista literaria y comercial El Perú Ilustrado en Lima, casi al mismo tiempo que aparecía su primera novela, Aves sin nido, que la haría tan famosa.

### Publicación deAves sin nidoy excomunión
Aves sin nido fue una novela controvertida debido a que el argumento narra la historia de amor entre un hombre blanco y una bella mujer mestiza, quienes no pudieron casarse al descubrir que eran hermanos, hijos de un mismo padre, un sacerdote mujeriego, abordando así la inmoralidad sexual de los clérigos de esa época. A raíz de esta publicación y la de un relato supuestamente sacrílego del escritor brasileño Henrique Coelho Netto en El Perú Ilustrado, la Iglesia católica inició una campaña en contra de Clorinda Matto, quien fue excomulgada. Las masas populares, instigadas por el clero, asaltaron su casa, incendiaron su efigie y quemaron sus libros, los cuales fueron prohibidos. Estos fueron momentos muy difíciles en la vida de Clorinda Matto y no fueron muchos los que se atrevieron a defenderla y apoyarla públicamente. Ella hace especial mención a tres amigos a quienes les dedica su novela Índole (1891) diciendo: "A mis queridos amigos y colegas Ricardo Palma, Emilio Gutiérrez de Quintanilla y Ricardo Rossel". Este último se presentó ante la Cámara de Diputados para expresar su más enérgica protesta por los abusos cometidos en contra de Clorinda Matto y su familia:

Vengo en fin a ejercer un derecho y a cumplir un deber, protestando energicamente contra los actos públicos instigados por las autoridades eclesiásticas y tolerados por las autoridades políticas del Cuzco, contra el honor, la propiedad y la vida de la inteligente y distinguida escritora Clorinda Matto de Turner y su respetable familia. Vengo finalmente a pedir que se oficie por la H. Cámara al Señor Ministro de Gobierno, para que informe a la mayor brevedad posible sobre las medidas que ha tomado para castigar a los culpables de aquellos actos, en desagravio de la ley escarnecida y del orden público turbado.
Ricardo Rossel. Lima, 10 de octubre de 1890

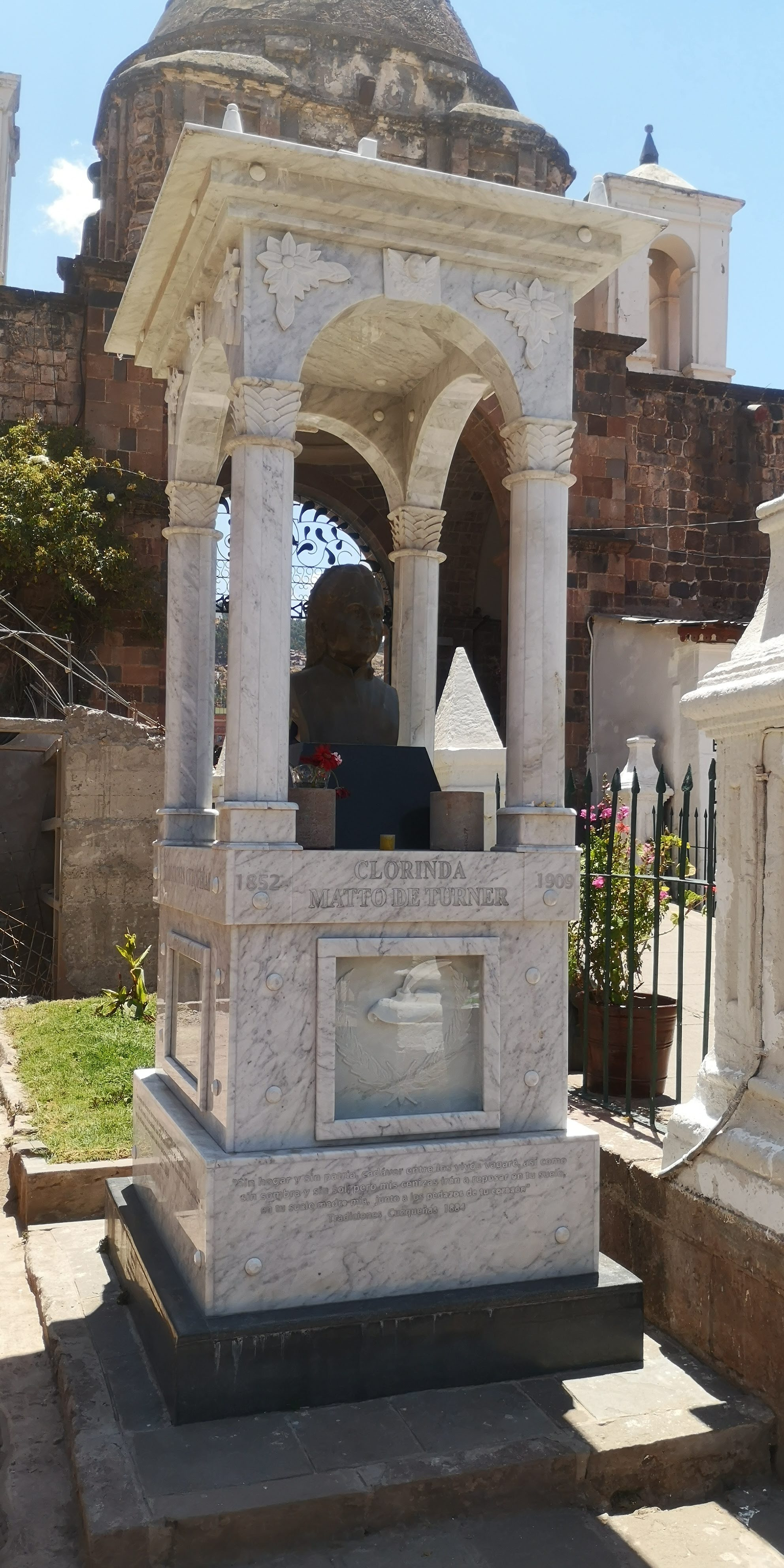
Tumba de Clorinda Matto de Turner en el Cementerio General de La Almudena en Cusco, Perú.

En 1891, renunció a su puesto para que se levantara la censura contra El Perú Ilustrado y se fue al extranjero por algún tiempo, visitando la exposición mundial de Chicago. En 1892 fundó junto con su hermano, el doctor David Matto, la imprenta «La Equitativa» en Lima, donde trabajaban únicamente mujeres y se editaba el periódico Los Andes, que fundó en 1893. Desde el semanario Los Andes se defendió al gobierno de Andrés A. Cáceres, con quien Clorinda Matto había entablado amistad durante la Guerra del Pacífico (1879-1883). En 1894 estalló la revolución cívico-demócrata encabezada por el caudillo Nicolás de Piérola, quien se impuso en 1895 y ocupó Lima. Seguidores de Piérola destruyeron la casa y la imprenta de los hermanos Matto, quienes salvan la vida. Cáceres renunció a la presidencia y partió al exilio. Clorinda Matto se vio obligada de dejar el país.

### Exilio en Argentina
El 25 de abril de 1895 Clorinda salió de Lima y se fue al exilio a Buenos Aires, pasando por Valparaíso, Santiago de Chile y Mendoza. No volvería a su patria. Se ganó la vida impartiendo clases en la Escuela Normal de Profesoras, así como en la Escuela Comercial de Mujeres, y trabajando como periodista. Fundó la revista Búcaro Americano, en la que publicaban escritores como Ricardo Palma, Amado Nervo, Rubén Darío o Leopoldo Lugones, y colaboró en otros medios, como La Nación, El Tiempo y La Razón. Como primera mujer ingresó en el Ateneo de Buenos Aires, en 1895. Se recuerda también que en la capital argentina ayudó a la joven Aurora Cáceres Moreno, hija del presidente Andrés A. Cáceres y también escritora.
Hacia el final de su vida emprendió viajes por España, Francia, Italia, Alemania e Inglaterra, donde se encontró con representantes de diversas organizaciones femeninas y feministas.

### Fallecimiento
Murió en Buenos Aires el 25 de octubre de 1909, debido a un resfrío. Enterrada inicialmente en el Cementerio de la Recoleta, sus restos mortales fueron repatriados en 1924, a raíz de una resolución del Congreso peruano, y fueron sepultados en el mausoleo de la familia Matto, en el Cementerio Presbítero Matías Maestro. En el año 2010, a raíz de una iniciativa de la Sociedad Pro Cultura Clorinda Matto de Turner de Cusco y el parlamentario Oswaldo Luizar Obregón, los restos de Matto de Turner fueron trasladados a la ciudad del Cusco y enterrados en el Cementerio General de La Almudena.

## Obra literaria

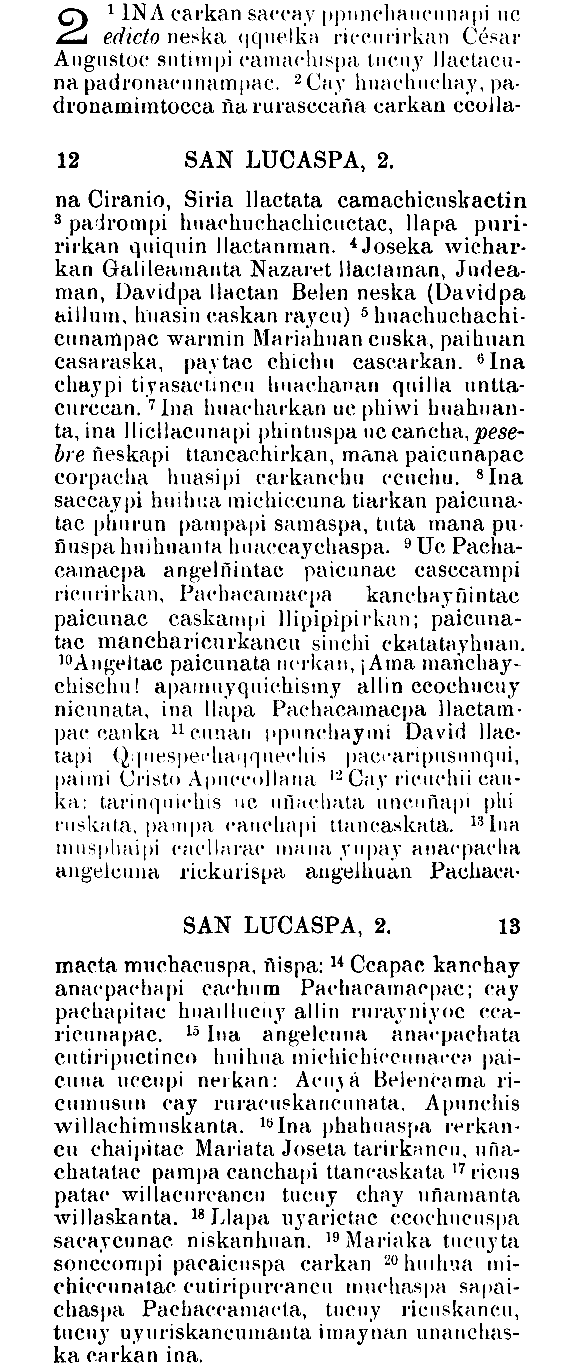
Natividad de Jesús (San Lucas 2:1–20), traducción de Clorinda Matto al quechua cuzqueño, 1901

La obra literaria de Matto de Turner abarcó tres géneros: ficción, que incluye sus tres novelas, tradiciones y leyendas, ensayo y una traducción de los Evangelios al quechua. Además de su producción como escritora, fundó y dirigió diarios y revistas literarias como El Recreo, La Bolsa, El Perú Ilustrado y Búcaro Americano. La más importante de sus novelas fue Aves sin nido (1889).  
Clorinda Matto de Turner formó parte de un grupo de destacadas peruanas del siglo XIX, que la historiadora Francesca Denegri considera como "la primera generación de mujeres ilustradas en el Perú". En efecto, contemporáneas suyas fueron Elvira García y García (1862-1951), Lastenia Larriva de Llona (1848-1924), Mercedes Cabello de Carbonera (1845-1909), Teresa González de Fanning (1836-1918), María Jesús Alvarado Rivera y Carolina Freyre de Jaimes (1844-1916).
Habiendo crecido en el Cuzco, antigua capital del imperio Inca, Clorinda se sintió muy identificada con esta cultura. La familiaridad encontrada con ella es lo que inspiró la mayoría de sus escritos, con los que alcanzó mucha popularidad. En sus trabajos literarios presentó a la población indígena de una forma más humana y positiva, lo cual era contrario a la forma de pensar de la época. A pesar de su ascendencia blanca, nunca estuvo de acuerdo con la manera en que se trataba a los indígenas y utilizó sus escrituras para hablar en favor de ellos y crear conciencia en la gente. 
Sus escritos también fueron parte de una campaña para mejorar la educación de las mujeres. Perteneció a un círculo amplio de mujeres, escritoras y pensadoras, que incluía a Juana Manuela Gorriti, Carolina Freyre de Jaimes, Teresa González de Fanning, Mercedes Cabello de Carbonera y Aurora Cáceres, quienes trabajaban juntas en Lima, organizando tertulias, publicando revistas, y estableciendo escuelas, hasta que Matto tuvo que exiliarse a causa de un motín clerical en 1895. También tuvo lazos profesionales con los dos escritores peruanos más influyentes de aquella época, Manuel González Prada y Ricardo Palma, imitando las tradiciones de éste y compartiendo la ideología modernizadora del aquel.
También su primer libro publicado en 1884 fue Tradiciones cusqueñas. Leyendas, biografías en hojas sueltas y publicó un segundo tomo dos años después que se llamó Tradiciones cuzqueñas: crónicas y hojas sueltas.
Tres fueron las novelas que publicó:
- Aves sin nido (1889). Es una de las novelas más singulares del realismo hispanoamericano, y es considerada precursora o iniciadora de la corriente indigenista.[13] En ella, su autora denuncia de la injusticia, opresión y maltrato por parte de la Iglesia contra la población indígena andina.[7] La novela está ambientada en el pueblo ficticio de Kíllac, en los Andes peruanos, probablemente inspirado en algún poblado cuzqueño. El argumento narra la conducta libertina del cura Pedro de Miranda, quien tiene dos hijos en distintas mujeres: Manuel y Margarita. Estos dos, sin saber que son hermanos consanguíneos, se enamoran, pero finalmente descubren su verdadero origen y sucumben como “tiernas aves sin nido”. La primera edición fue publicada simultáneamente en Lima y Buenos Aires. La obra gozó pronto de popularidad y tuvo múltiples ediciones, siendo también traducida al inglés en 1904.[14]
- Índole (1891), aunque similar en su temática a la anterior, se enfoca más en la denuncia anticlerical. Su protagonista es el padre Peñas, un explotador de indios. También aparece como personaje la mujer con virtudes que supera en general al hombre.
- Herencia (1893), ambientada en Lima, aborda la problemática de la educación de la mujer, particularmente en el aspecto sexual. El título alude a la herencia moral y social que reciben las jóvenes de sus madres. La autora no se aparta sin embargo del costumbrismo de sus anteriores obras.[15]

## Listado de publicaciones

### Tradiciones y leyendas (ediciones príncipe)
- Perú: Tradiciones cuzqueñas. Arequipa: "La Bolsa", 1884.
- Tradiciones cuzqueñas. 2 vols. Lima: Torres Aguirre, 1886.
- Leyendas y recortes. Lima: "La Equitativa", 1893.

### Novelas
- Aves sin nido. Lima: Imprenta del Universo de Carlos Prince, 1889.
- Índole. Lima: Imprenta Bacigalupi, 1891.
- Herencia. Lima: Imprenta Bacigalupi, 1893.

### Prosa biográfica, epistolaria, turística y ensayística (ediciones Príncipe)
- Bocetos al lápiz de americanos célebres. Lima: Peter Bacigalupi, 1889.
- Boreales, miniaturas y porcelanas. Buenos Aires: Juana A. Alsina, 1902.
- Cuatro conferencias sobre América del Sur. Buenos Aires: Juan A. Alsina, 1909.
- Viaje de recreo: España, Francia, Inglaterra, Italia, Suiza, Alemania. Valencia: F. Sempere, 1909.

### Drama (edición príncipe)
- Hima-Sumac: Drama en tres actos y en prosa. Lima: "La Equitativa", 1893.